# Lista prezydentów Etiopii
Lista prezydentów Etiopii:
| #                                                      | Imię i nazwisko                                    | Portret | Objął urząd          | Zdał urząd           | Partia polityczna                               |
| ------------------------------------------------------ | -------------------------------------------------- | ------- | -------------------- | -------------------- | ----------------------------------------------- |
| Przewodniczący Wojskowej Rady Administracyjnej Etiopii |                                                    |         |                      |                      |                                                 |
| —                                                      | Aman Mikael Andom (1924–1974)                      |         | 12 września 1974     | 17 listopada 1974    | bezpartyjny                                     |
| —                                                      | Mengystu Hajle Marjam pełniący obowiązki (1937–)   |         | 17 listopada 1974    | 28 listopada 1974    | bezpartyjny                                     |
| —                                                      | Teferi Benti (1921–1977)                           |         | 28 listopada 1974    | 3 lutego 1977        | bezpartyjny                                     |
| —                                                      | Mengystu Hajle Marjam (1937–)                      |         | 3 lutego 1977        | 10 września 1987     | Etiopska Partia Robotnicza                      |
| Prezydenci Ludowo-Demokratycznej Republiki Etiopii     |                                                    |         |                      |                      |                                                 |
| 1                                                      | Mengystu Hajle Marjam (1937–)                      |         | 10 września 1987     | 21 maja 1991         | Etiopska Partia Robotnicza                      |
| —                                                      | Tesfaye Gebre Kidan pełniący obowiązki (1935–2004) |         | 21 maja 1991         | 28 maja 1991         | Etiopska Partia Robotnicza                      |
| Prezydenci Federalnej Demokratycznej Republiki Etiopii |                                                    |         |                      |                      |                                                 |
| 2                                                      | Meles Zenawi (1955–2012)                           |         | 28 maja 1991         | 22 sierpnia 1995     | Etiopski Ludowo-Rewolucyjny Front Demokratyczny |
| 3                                                      | Negasso Gidada (1943–2019)                         |         | 22 sierpnia 1995     | 8 października 2001  | Etiopski Ludowo-Rewolucyjny Front Demokratyczny |
| 4                                                      | Gyrma Uelde-Gijorgis (1924–2018)                   |         | 8 października 2001  | 7 października 2013  | Etiopski Ludowo-Rewolucyjny Front Demokratyczny |
| 5                                                      | Mulatu Teshome (1955–)                             |         | 7 października 2013  | 25 października 2018 | Etiopski Ludowo-Rewolucyjny Front Demokratyczny |
| 6                                                      | Sahle-Work Zewde (1950–)                           |         | 25 października 2018 | 7 października 2024  | bezpartyjna                                     |
| 7                                                      | Taye Atske Selassie (1956–)                        |         | 7 października 2024  | nadal urzęduje       | bezpartyjny                                     |